# Wolfgang Rolff
Wolfgang Dieter Rolff (* 26. Dezember 1959 in Lamstedt) ist ein deutscher Fußballtrainer und ehemaliger Fußballspieler.

## Karriere

### Spieler
Rolff begann seine Spielerkarriere beim TSV Lamstedt, bevor er 1978 zum OSC Bremerhaven kam, wo er in der Saison 1979/80 den Aufstieg in die 2. Bundesliga schaffte. Im Jahr 1980 wechselte er zum SC Fortuna Köln, weitere zwei Jahre später zum Hamburger SV, mit dem er 1983 den Europapokal der Landesmeister und die deutsche Meisterschaft gewann, bei dem er das entscheidende Tor zur Meisterschaft schoss. Nach vier Jahren dort wechselte er zu Bayer 04 Leverkusen, wo er 1988 als Mannschaftskapitän den UEFA-Cup gewinnen konnte. Weitere Stationen in seiner Spielerlaufbahn waren Racing Straßburg, Bayer 05 Uerdingen, der Karlsruher SC und der 1. FC Köln. Der letzte Verein seiner Spielerkarriere war erneut der SC Fortuna Köln, wo er im Jahr 1996 seine Laufbahn, mit insgesamt 356 Erst- und 126 Zweitligaeinsätzen, beendete.
Zudem nahm er an der Weltmeisterschaft 1986 in Mexiko sowie an den Europameisterschaften 1984 in Frankreich und 1988 in Deutschland teil. Er bestritt insgesamt 37 Länderspiele für Deutschland. Eine seiner größten Leistungen im Nationalmannschaftstrikot war die Bewachung des französischen Spielmachers Michel Platini im Weltmeisterschafts-Halbfinale 1986 in Mexiko.

### Trainer
Rolff begann seine Trainerkarriere als Trainerassistent von Felix Magath zur Saison 1996/97 beim Hamburger SV, anschließend absolvierte er einen Trainerlehrgang an der Deutschen Sporthochschule Köln. Nachdem er zeitweise bei seinem Ex-Klub Karlsruher SC Spiele und Spieler beobachtet hatte, hospitierte er bei der PSV Eindhoven in der Trainingsarbeit und im Management.
Wolff trat seinen ersten Posten als Cheftrainer während der Zweitligasaison 1997/98 an, als er mit einem bis Saisonende laufenden Vertrag ausgestattet den nach neun Spielen ohne Sieg beim Zweitligisten SV Meppen freigestellten Paul Linz kurz vor Weihnachten 1997 beerbte. Letztlich konnte er dessen Abstieg in die Regionalliga jedoch nicht verhindern. Nach nur einer Saison wurde er erneut Co-Trainer, diesmal beim VfB Stuttgart, wo er auch kurzzeitig als Interimstrainer tätig war. Im November 2000 trat er erneut eine Stelle als Co-Trainer an, diesmal bei Bayer 04 Leverkusen, bevor er zur Saison 2001/02 die kuwaitische Nationalmannschaft übernahm. Dort war er bis zum Oktober 2002 tätig.
Am 1. Juli 2004 wurde Wolfgang Rolff Co-Trainer bei Werder Bremen. Nachdem sich der Verein am 15. Mai 2013 von seinem Cheftrainer Thomas Schaaf getrennt hatte, übernahm Rolff als Interimstrainer zusammen mit Matthias Hönerbach befristet für das letzte verbleibende Spiel der Saison die Leitung der Bundesligamannschaft. Am 24. Mai 2013 gab Bremen auch die Trennung von Rolff, Hönerbach und Torwarttrainer Michael Kraft bekannt.
Vom 1. Februar bis 30. Juni 2014 war er Co-Trainer der Nationalmannschaft Aserbaidschans. In der Saison 2014/15 war Rolff Co-Trainer bei Eintracht Frankfurt unter dem Cheftrainer Thomas Schaaf. Ab August 2015 war er Cheftrainer in der Kuwaiti Premier League bei al Salmiya Club.
Im Januar 2016 kehrte er nach Deutschland in die Bundesliga zurück, wo er als Co-Trainer bei Hannover 96 erneut an der Seite von Thomas Schaaf arbeitete, der zur Rückrunde der Saison 2015/16 zum Cheftrainer von Hannover 96 bestellt worden war. Zeitgleich kam auch Matthias Hönerbach ins Trainerteam von Hannover 96. Im April 2016 wurde Wolfgang Rolff – neben Cheftrainer Schaaf und Co-Trainer Hönerbach – aufgrund anhaltender Erfolglosigkeit nach rund vier Monaten beurlaubt.
Ab Juli 2016 war Rolff als Trainerassistent von Magath bei Shandong Luneng Taishan in der Chinese Super League tätig. Nach der Saison 2017 wurden die Verträge von Magath und seinem Trainerteam nicht mehr verlängert.
Vor dem letzten Spieltag der Saison 2020/21 wurde Thomas Schaaf nach der Freistellung von Florian Kohfeldt bis zum Saisonende zum Cheftrainer von Werder Bremen berufen, um die auf dem Relegationsplatz stehende Mannschaft vor dem Abstieg zu bewahren. Rolff unterstützte ihn dabei neben dem bisherigen Trainerteam als Co-Trainer. Durch eine 2:4-Niederlage gegen Borussia Mönchengladbach stieg Werder zum zweiten Mal nach 1980 in die 2. Bundesliga ab.

### Erfolge als Spieler
Verein
- Europapokal der Landesmeister: 1982/83 mit dem HSV
- UEFA-Cup: 1987/88 mit Bayer Leverkusen (als Kapitän)
- Deutscher Meister: 1982/83 mit dem HSV

Nationalmannschaft
- Vize-Weltmeister: 1986
- Europameisterschaftsteilnahme: 1984, 1988

### Erfolge als Co-Trainer
- Deutscher Pokalsieger: 2008/09 mit dem SV Werder Bremen
- UEFA-Pokalfinalist: 2008/09 mit dem SV Werder Bremen
- 7-malige Champions-League-Teilnahme
- Gulf-Cup 2002: Platz 3 mit Kuwait
- West Asienspiele 2002: Sieger mit Kuwait

## Privates
Rolff hat eine Ausbildung zum Einzelhandelskaufmann absolviert. Er ist verheiratet und hat einen Sohn.